# Belagerung von Riga (1709)
1. Phase: Schwedische Dominanz (1700–1709)
Dänischer Kriegsschauplatz (1700)
Humlebæk • Tönning I 
Livländ./ Estnischer Kriegsschauplatz (1700–1708)
Riga I • Jungfernhof • Varja • Pühhajoggi • Narva • Petschora • Düna • Rauge • Erastfer • Hummelshof • Embach • Tartu • Narva II • Wesenberg I • Wesenberg II
Ingermanländ./ Finnischer Kriegsschauplatz (ab 1701)
Archangelsk • Ladogasee • Nöteborg • Nyenschanz • Newa • Systerbäck • Petersburg • Wyborg I • Porvoo • Newa II • Koporje II • Kolkanpää
Litauisch-weißrussischer Kriegsschauplatz (1702–1706)
Vilnius • Saladen • Jakobstadt • Gemauerthof • Mitau • Grodno I • Olkieniki • Njaswisch • Klezk • Ljachawitschy
Polnischer Kriegsschauplatz (1702–1706)
Klissow • Pułtusk • Thorn • Lemberg • Warschau • Posen • Punitz • Tillendorf • Rakowitz • Praga • Fraustadt • Kalisch 
Russischer Kriegsschauplatz (1708–1709)
Grodno II • Golowtschin • Moljatitschi • Rajowka • Lesnaja • Desna • Baturyn • Koniecpol • Weprik • Opischnja • Krasnokutsk • Sokolki • Poltawa I • Poltawa II
2. Phase: Schweden in der Defensive (1710–1721)
Baltischer und Finnischer Kriegsschauplatz (bis 1714)
Riga II • Wyborg II • Pernau • Kexholm • Reval • Hogland • Pälkäne • Storkyro • Nyslott • Hanko 
Schwed./Norwegischer Kriegsschauplatz (1710–1721)
Helsingborg • Køge-Bucht • Bottnischer Meerbusen • Frederikshald I • Dynekilen-Fjord • Göteborg I • Strömstad • Trondheim • Frederikshald II • Marstrand • Ösel • Göteborg II • Södra Stäket • Grönham • Sundsvall
Norddeutscher Kriegsschauplatz (1711–1716)
Elbing • Wismar I • Lübow • Stralsund I • Greifswalder Bodden I • Stade • Rügen • Gadebusch • Altona • Tönning II • Stettin • Fehmarn • Wismar II • Stralsund II • Jasmund • Peenemünde • Greifswalder Bodden II • Stresow 
Die Belagerung von Riga durch die zaristische Armee war eine militärische Intervention im Großen Nordischen Krieg. Sie dauerte vom 14. November 1709 bis zum 4. Juli 1710. Sie endete mit der Kapitulation der schwedischen Besatzung von Riga.

## Die Beteiligten
Nach dem Erfolg in Poltawa schickte der russische Zar Peter I. seinen Feldmarschall Scheremetew in die baltischen Länder, um die Festung Riga einzunehmen. So sollte die Vormachtstellung im Baltikum gestärkt werden. Außerdem sollte der Nachschub der Schweden geschwächt werden. Die Festung Riga war im 18. Jahrhundert eine der stärksten Festungen in Europa. Ihr Kommandant war General Stromberg. Die in Riga befindliche Garnison bestand aus 13.400 Mann, mit 563 Kanonen, 66 Mörsern und 12 Haubitzen.

## Vorgeschichte
Im Vorjahr hatte die zaristische Armee einen entscheidenden Sieg über die Schweden erlangt. In Poltawa wurde die schwedische Armee unter dem Befehl von Karl XII. vernichtend geschlagen. Der verwundete schwedische König zog sich zurück und bat den Pascha von Otschakow um seine Erlaubnis das Osmanische Reich zu betreten, welche ihm gewährt wurde. Damit war Karl XII. nicht mehr in der Lage mit seinen Truppen im Baltikum Kontakt aufzunehmen. Dies sah der Zar als Chance, die Kontrolle über das Baltikum zu erlangen.
Der Transfer der russischen Armee aus Poltawa nach Riga war mit erheblichen Schwierigkeiten verbunden. Durch starke Regenfälle waren ganze Landstriche verschlammt. Anfang Oktober erreichten die russischen Truppen Dünaburg. Am 15. Oktober überquerten russischen Truppen die Grenze zum schwedischen Livland und marschierten entlang der Düna nach Riga. Die wichtigsten Kräfte und vier Dragoner-Regimente unter General Baur (1667–1717) waren auf dem linken Ufer des Flusses, . Auf dem rechten Ufer der Düna marschierten die Donkosaken unter Ataman Mitrophan Lobanov.
Am 27. Oktober begann die russische Armee mit der Blockade Rigas von der Landseite her.

## Verlauf der Belagerung
Beim Aufmarsch der russischen Truppen befahl General Stromberg die Zerstörung einer schwimmenden Brücke über die Düna und ließ die Schanze von Kobron räumen und schleifen. Die russischen Truppen begannen die Festung einzukesseln, dabei wurde keine Gegenwehr von Seiten der Schweden geleistet. Die Artilleriegeschütze wurden um die Festung herum verteilt. Um zu verhindern, dass die Schweden von der Meerseite aus mit Versorgungsgütern beliefert wurden, richteten die Russen sieben Meilen vor Riga eine Seeblockade ein. Sie zog sich auf beiden Seiten des Flusses von Riga bis Dünamünde.
Am 9. November kam Peter I. vor die Tore von Riga und forderte die Kapitulation. Trotz der Ausweglosigkeit seiner Lage verweigerte der Kommandant die Übergabe von Riga. Die russische Artillerie bombardierte daraufhin die Stadt mehrere Tage.
Der herannahende Winter zwang Scheremetew Ende November den Großteil seiner Armee in die Winterquartiere zu schicken. Die Reiterei blieb in Livland. Das Fußvolk wurde auf Kurland und Litauen verteilt. Es blieb nur eine 6000 Mann starke Belagerungsarmee unter dem Oberkommando von Fürst Anikita Repnin.
Anfang November gelangte aus Smolensk eine Artillerieeinheit mit 60 schweren Kanonen und 24 Mörsern an die Düna. Sie begannen mit der dauerhaften Bombardierung der Stadt. In der gesamten Belagerungszeit wurden etwa 8600 Artilleriegeschosse auf Riga abgefeuert.
Am 13. Dezember traf eine Bombe den Munitionskeller der Festung. Darin waren 1200 Tonnen Schwarzpulver und 1800 Kanonenkugeln gelagert. Die neben dem Munitionsdepot stehende Zitadelle wurde komplett weggesprengt. Die gewaltige Explosion und die herabregnenden Kanonenkugeln töteten etwa 800 Menschen.
Im März 1710 kehrte die restliche Armee unter dem Kommando von Feldmarschall Scheremetew zurück. Am 15. April stieß Feldmarschall Alexander D. Menschikow zur Belagerungsarmee. Er war nach der Schlacht von Poltawa ebenfalls zum Feldmarschall ernannt worden. Er sollte dafür sorgen, dass keine Schiffe nach Riga gelangten. An der Mündung der Düna wurden neue Befestigungen mit 32 Kanonen gebaut und mit 700 Soldaten und 300 Donkosaken besetzt. Diese wurden zusätzlich mit Booten ausgestattet. Außerdem wurde unterhalb von Riga eine neue Schanze am Fluss angelegt. Sie wurde zu Ehren des Feldmarschall Menschikow Alexandre-Schanze genannt. Hier wurde auch eine Eisenkette durch die Düna gespannt, welche nur von der Schanzenbesatzung gesenkt werden konnte. Auch die geschleifte Schanze in Korbon wurde wieder teilweise aufgebaut. Diese beiden Schanzen wurden nach der Einnahme von Riga abgerissen.
Am 28. April versuchte eine schwedische Flotte von neun Schiffen einen Durchbruch nach Riga. Sie wurde vom starken russischen Artilleriefeuer aus Richtung Dünamünde gestoppt und musste wieder abdrehen.
Bereits 1709 brach in Riga die Pest aus. Da die Stadt voller Menschen war und die Lebensmittel sehr knapp waren, starben 60.000 Menschen an der Krankheit. Im Mai 1710 brach die Seuche auch bei den russischen Belagerern aus. Bis zum Ende der Epidemie starben 9800 russische Soldaten an der Pest.
Ende Mai gelang den Russen ein entscheidender Fortschritt. Sie durchbrachen die Palisadenlinie der Vorstadt an der Düna und verschanzten sich sofort, so dass sie ein Ausfall der Schweden nicht mehr zurückdrängen konnte. Die nun von dieser Seite errichteten Batterien konnten die Festungswerke der Stadt direkt beschießen. Ab dem 11. Juni begann ein Schriftwechsel zwischen Scheremetew und Stromberg. Der russische Feldmarschall machte in seinen Briefen klar, dass die Festung sturmreif geschossen werde und der Angriff bevorstehe. Stromberg antwortete, er werde Riga nicht kampflos übergeben. Außerdem hoffe er auf den Durchbruch der schwedischen Marine und auf Nachschub aus Schweden. Am 14. Juni begann das Artilleriefeuer von neuem und noch heftiger als zuvor. Bis zum 24. Juni fielen 3389 Geschosse auf Riga. In der Stadt brannte es an mehreren Stellen. Die Einwohner von Riga verlangten die Übergabe der Stadt.
Am 20. Juni stürmten die Russen die Stadt, mussten sich aber unter dem heftigen Verteidigungsfeuer der Schweden wieder zurückziehen. Am 24. Juni willigte Stromberg ein, in Kapitulationsverhandlungen zu treten. Das Kapitulationsabkommen umfasste 65 Punkte bezüglich der Übergabe der Stadt sowie des Umgangs mit der Bevölkerung, dem Adel und der schwedischen Besatzung.
Am 4. Juli wurde die Kapitulation von Scheremetew und Stromberg unterschrieben. Sogleich rückten die ersten russischen Grenadierregimenter in Riga ein. Am 12. Juli fand der feierliche Einzug der Sieger statt. Unter dem Beifall der Bürger von Riga zog der Feldmarschall Scheremetew mit seinem Generalstab ein.

## Die Folgen
Feldmarschall Scheremetew war für seine Menschenliebe und Gutherzigkeit bekannt und deswegen wurde in der Kapitulation festgelegt, dass die Stadt nicht zu plündern sei und die Bürger und Einwohner der Stadt nicht angerührt werden dürfen. Dafür erhielt der Feldmarschall zwei extra angefertigte goldene Schlüssel der Stadt.
Auf Anfrage des Feldmarschalls, wie mit den Schlüsseln zu verfahren sei, antwortete der Zar, dass wegen seiner Gutherzigkeit diese Schlüssel für immer in Familienbesitz der Scheremetews verbleiben sollten. Sie wurden nach dem Tod von Boris Scheremetew unter seinen beiden Söhnen aufgeteilt.
Der livländische Adel erhielt alle Rechte wieder, welche ihm vom schwedischen König genommen worden waren. Außerdem erhielten enteignete Familien ihre alten Güter zurück. Aus Dankbarkeit für dieses Entgegenkommen wurde dem Feldmarschall Scheremetew ein livländischer Adelstitel verliehen.
Die schwedische Besatzung, welche auf 5132 Mann, davon 2905 krank, zusammengeschmolzen war, erhielt freies Geleit aus der Stadt. Sie schiffte sich mit Ausnahme der Livländer in Dünamünde ein und kehrte nach Schweden zurück. Viele der livländischen Soldaten und Offiziere gingen in russischen Kriegsdienst über.
Die Kapitulationsverhandlungen hatten kaum begonnen, da schickte Scheremetew Generalleutnant Baur mit seinen Regimentern nach Pernau, um die Stadt einzunehmen.